# Spedizione di Arnold in Québec

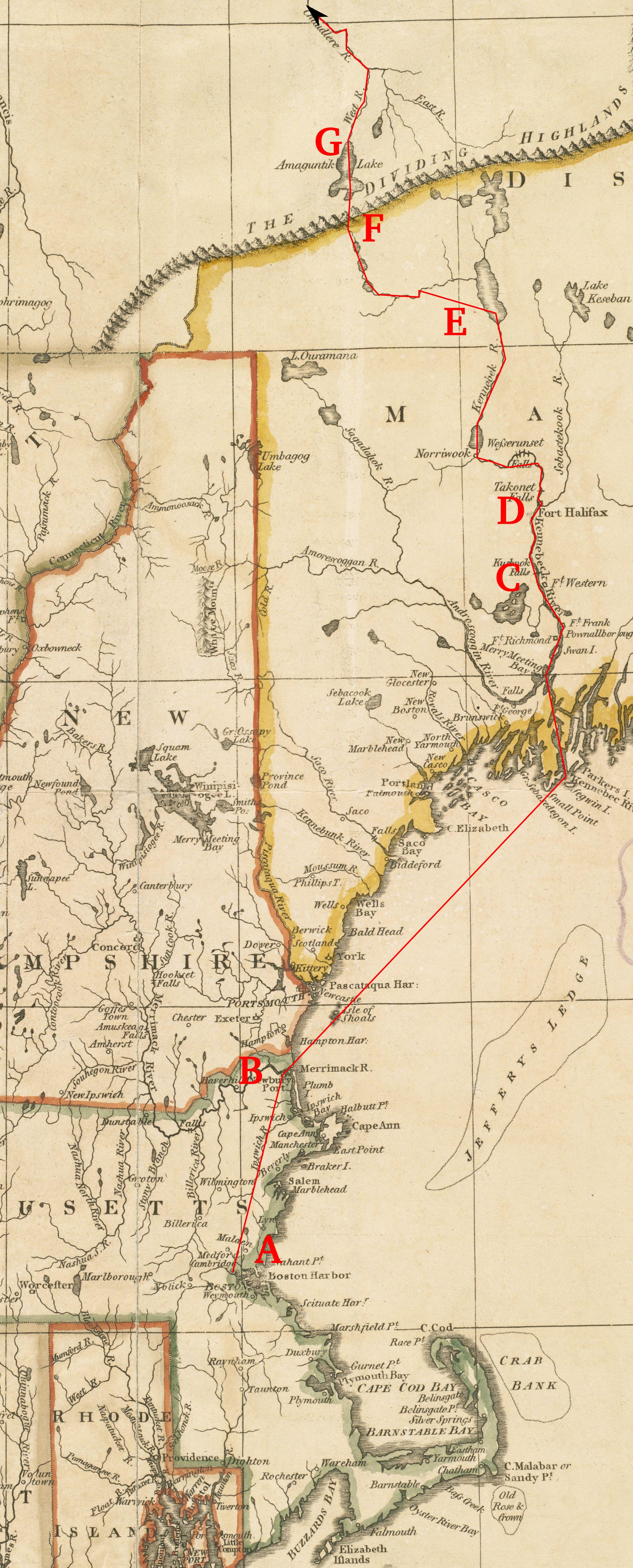
Dettaglio di una mappa del 1795, in cui è indicato il viaggio di Arnold:
A: Cambridge
B: Newburyport
C: Fort Western
D: Fort Halifax
E: Great Carrying Place
F: Height of land (non ben evidenziato)
G: Lago Mégantic (non ben evidenziato)

Nel settembre 1775, all'inizio della guerra d'indipendenza americana, il colonnello Benedict Arnold condusse una forza di 1 100 uomini dell'Esercito Continentale in una spedizione, che prese il nome di Spedizione di Arnold in Québec, da Cambridge, in Massachusetts, fino alle porte di Québec. Parte di un'invasione su due fronti della Provincia del Québec, la spedizione attraversò la regione selvaggia di ciò che oggi è il Maine. L'altra spedizione, condotta da Richard Montgomery, invase la provincia dal Lago Champlain.
Diversi problemi imprevisti si verificarono non appena gli uomini lasciarono l'ultimo avamposto coloniale in Maine. Gli attraversamenti del fiume Kennebec si dimostrarono estenuanti e le barche erano poche, inoltre la polvere da sparo e il cibo si rovinarono. Più di un terzo degli uomini tornarono indietro prima di raggiungere the Height of land (territorio delimitato da due fiumi) tra i fiumi Kennebec e Chaudière. L'area era un groviglio paludoso di laghetti e torrenti, l'attraversamento reso più difficile dal maltempo e dalle mappe imprecise. Molte delle truppe mancavano di esperienza nel tenere le barche attraverso le rapide, che distrussero diverse imbarcazioni e rifornimenti.
Quando Arnold raggiunse gli insediamenti francesi lungo il San Lorenzo in novembre, le sue forze erano ridotte a 600 uomini affamati. Avevano viaggiato per circa 560 km attraverso un territorio selvaggio di cui si avevano poche mappe, dopo aver percorso una distanza doppia del previsto. Assistiti dai canadesi francofoni del luogo, le truppe di Arnold attraversarono il fiume il 13 novembre e il giorno dopo tentarono di mettere sotto assedio la città di Québec. Fallito il tentativo, si ritirarono a Point-aux-Trembles fino all'arrivo di Montgomery per attaccare senza successo la città, nella battaglia di Québec.
Arnold tuttavia venne elogiato per la sua riuscita marcia attraverso il Maine selvaggio e venne promosso generale; per la sua energia e determinazione raggiunse grande fama tra le truppe americane e ricevette anche il soprannome di America's Hannibal.

## Antefatti
Il 10 maggio 1775, poco tempo dopo l'inizio del conflitto, Benedict Arnold ed Ethan Allen guidarono una spedizione per catturare il forte Ticonderoga, sul Lago Champlain, nella Provincia britannica di New York. Allen ed Arnold erano consci che la Provincia del Québec era poco difesa, infatti vi erano appena 600 soldati regolari per l'intera regione. Arnold, che prima della guerra aveva lavorato nella provincia, aveva inoltre saputo che i canadesi sarebbero stati ben disposti verso un esercito coloniale.
Sia Arnold che Allen cercarono di convincere il Secondo Congresso Continentale che il Québec poteva e doveva essere tolto ai britannici, poiché questi avrebbero potuto usare la provincia come rampa per attaccare dal Lago Champlain e dalla vallata del fiume Hudson. Il Congresso però non voleva allarmare la popolazione del Québec, così rigettò la richiesta. Nel luglio 1775, diversi ritenevano invece che i britannici avrebbero potuto usare davvero il Québec come base per manovre militari nella regione di New York; il Congresso cambiò quindi idea e autorizzò un'invasione del Québec, attraverso il Lago Champlain, assegnando l'obiettivo al generale Philip Schuyler, di New York.

## Pianificazione

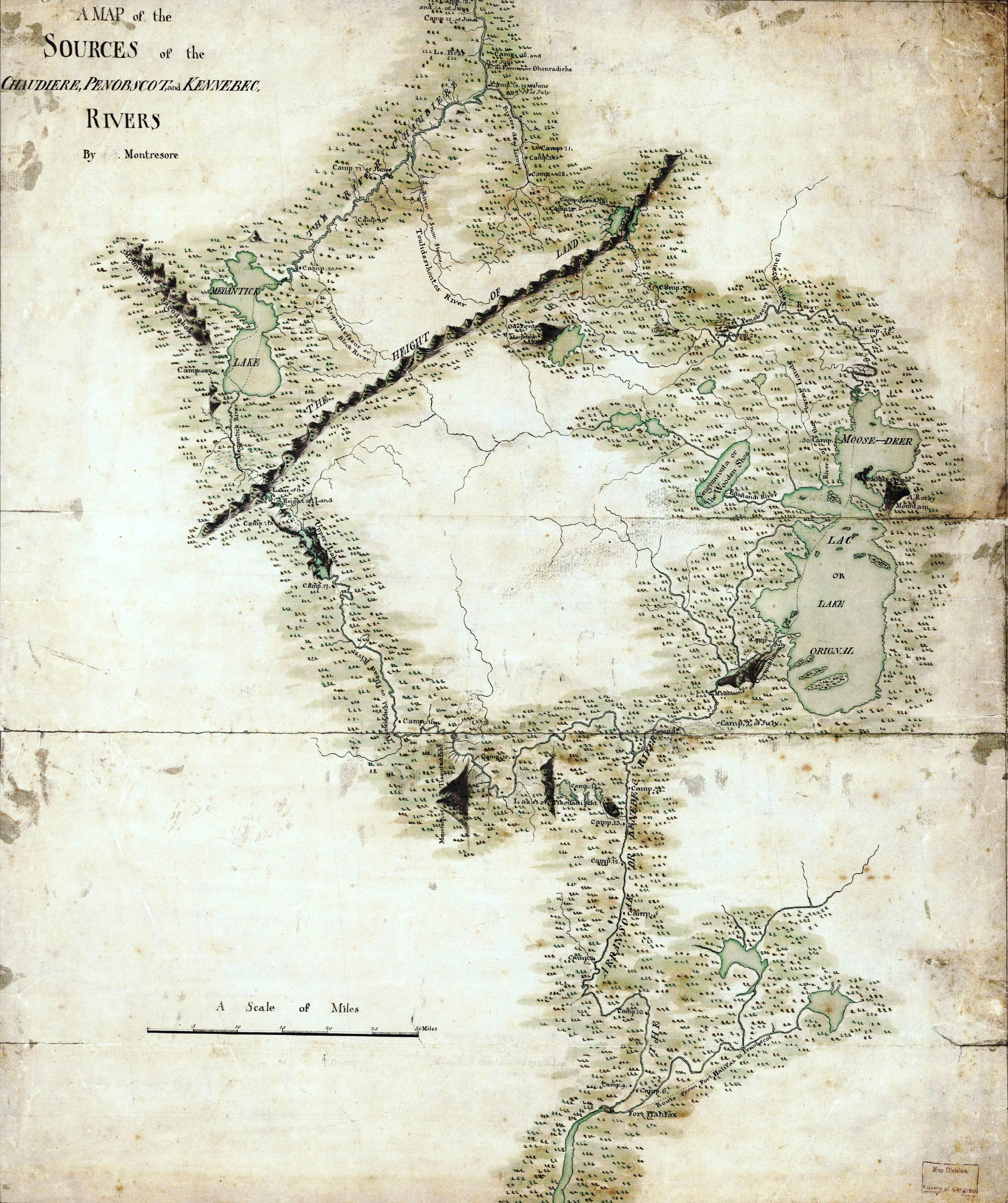
Una mappa del 1760 usata da Arnold e realizzata dall'ingegnere John Montresor

Arnold, che aveva sperato di poter guidare l'invasione, decise di seguire una strada differente per arrivare nel Québec. Andò a Cambridge, nel Massachusetts, ad inizio agosto 1775, e parlò a George Washington di un'idea per una seconda spedizione più a oriente con obiettivo la città di Québec. Washington approvò l'idea in linea di principio ma inviò un messaggio a Schuyler il 20 agosto per assicurare il suo supporto alla seconda spedizione, poiché le due forze avrebbero avuto bisogno di coordinare le manovre.
Il piano di Arnold prevedeva di salpare per Newburyport, sempre in Massachusetts, lungo la costa per poi risalire il fiume Kennebec fino a Fort Western, oggi Augusta nel Maine. Da lì, avrebbero continuato con piccole imbarcazioni chiamate bateaux, attraversando poi terra asciutta tra il fiume e il Lago Mégantic, per scendere infine il fiume Chaudière fino al Québec. Arnold si aspettava di coprire circa 290 km da Fort Western al Québec in appena venti giorni, nonostante poco si sapesse della strada che avrebbero percorso. Arnold richiese quindi una mappa (quella accanto) e un diario realizzati dall'ingegnere militare britannico John Montresor tra il 1760 e il 1761, ma le descrizioni di Montresor non erano molto dettagliate e Arnold non sapeva che la mappa conteneva alcune inesattezze o che dei dettagli erano stati deliberatamente rimossi o oscurati.
Washington presentò Arnold a Reuben Colburn, un costruttore di barche di Gardinerston, nel Maine, che all'epoca era a Cambridge. Colburn offrì i suoi servigi e Arnold gli chiese delle informazioni dettagliate riguardo alla strada, incluse potenziali minacce navali britanniche, insediamenti indiani, dove trovare rifornimenti e una stima di quanto tempo gli servisse per costruire imbarcazioni sufficienti per trasportare i suoi uomini. Colburn poi ripartì per il Maine, il 21 agosto per eseguire gli ordini. Colburn chiese a Samuel Goodwin, un ispettore di Gardinerston, di fornirli delle mappe per Arnold. Goodwin, che era noto fosse simpatizzante per gli inglesi, gli diede delle mappe inaccurate riguardo a strade, distanze e caratteristiche del territorio rappresentato.
Il 2 settembre, Washington ricevette una lettera dal generale Schuyler in risposta al messaggio del 20 agosto. Schuyler riferisce di essere d'accordo con il piano e Washington e Arnold cominciarono immediatamente ad organizzare le truppe e le risorse necessarie.

## Reclutamento e preparativi
Poiché vi erano state poche azioni militari a Boston dopo la battaglia di Bunker Hill in giugno, molte unità americane lungo le linee d'assedio della città erano composte da uomini annoiati e desiderosi di d'azione. Arnold selezionò 750 uomini tra tutti quelli che espressero il desiderio di partire. La maggior parte di questi furono divisi in due battaglioni: uno comandato dal tenente colonnello Roger Enos mentre l'altro dal tenente colonnello Christopher Greene. Il resto formò un terzo battaglione, sotto il comando di Daniel Morgan, il quale includeva anche tre compagnie dell'Esercito Continentale, per un totale di altri 250 uomini, dalla Virginia e del Reggimento Fucilieri della Pennsylvania. Questi ultimi, essendo uomini di frontiera, erano più adatti al combattimento in territorio selvaggio che non ad un assedio. L'intera forza contava circa 1 100 uomini e tra essi vi erano anche Aaron Burr e Henry Dearborn.
Il generale Washington, comandante in capo dell'Esercito Continentale, erano interessato ad avere notizie sul supporto o l'opposizione degli indiani e sul comportamento dei canadesi di fronte alla spedizione, una volta che questa fosse giunta al fiume San Lorenzo. Il 30 agosto, Washington scrisse al generale Schuyler di un incontro che ebbe con un capo Abenachi, riferendo che "[il capo] dice che gli indiani del Canada in generale, e anche i francesi, sono ampiamente in nostro favore e determinati a non agire contro di noi." Quattro abenachi accompagnarono la spedizione facendo da scout e guide.

## La spedizione

### Da Cambridge a Fort Western
Il 2 settembre, non appena Schuyler diede il suo consenso alla spedizione, Arnold scrisse una lettera a Nathaniel Tracy, un mercante di Newburyport, chiedendoli di comprare barche sufficienti per trasportare i suoi uomini senza attirare l'attenzione della Royal Navy, in pattugliamento nella zona. Il viaggio marittimo era visto come la parte più pericolosa del viaggio, sia da Arnold che da Washington, a causa proprio dei pattugliamenti inglesi, all'epoca molto efficienti.

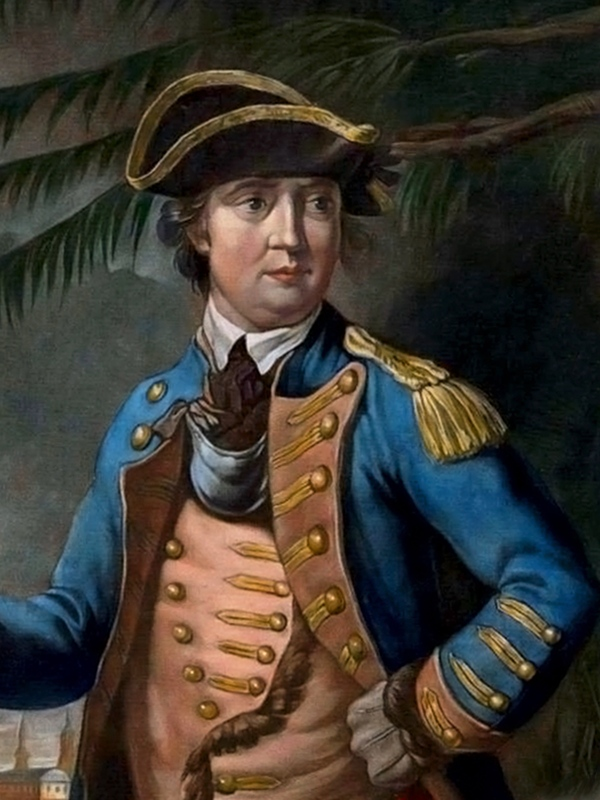
Una mezzatinta del 1776 rappresentante Benedict Arnold e realizzata da Thomas Hart

La spedizione partì da Cambridge l'11 settembre, marciando verso Newburyport. I primi a partire furono tutti coloro che vivevano in quella zona, in modo che avessero il tempo di salutare le famiglie prima di partire da Newburyport. Gli ultimi si avviarono il 13 settembre mentre Arnold stesso partì il 15, dopo aver organizzato gli ultimi rifornimenti.
Il vento sfavorevole e la nebbia ritardarono la partenza da Newburyport fino al 19 settembre e, in dodici ore di navigazione, raggiunsero la foce del fiume Kennebec. Passarono poi i due giorni seguenti negoziando il passaggio del canale e salpando per risalire il fiume. Giunti a Gardinerston, il 22 settembre, attesero per qualche giorno nella casa di Reuben Colburn, organizzando i rifornimenti e preparando le imbarcazioni che avrebbero usato per il resto del viaggio. Arnold ispezionò le chiatte di Colburn, trovandole "molto mal costruite" e "più piccole di quanto ordinato". Colburn e i suoi operai passarono i tre giorni successivi a costruire chiatte supplementari.
I movimenti delle truppe di Arnold non sfuggirono all'intelligence britannico. Il generale Thomas Gage, a Boston, era a conoscenza che le truppe di Arnold erano "andate in Canada passando per Newburyport", ma credeva che l'obiettivo fosse la Nuova Scozia, che all'epoca era virtualmente indifesa. Francis Legge, il governatore della Nuova Scozia, dichiarò la legge marziale e, il 17 ottobre, inviò un messaggio in Inghilterra riferendo di voci riguardo un'azione americana che si rivelorono poi false. L'ammiraglio Samuel Graves ricevette informazioni sui movimenti di Arnold, il 18 ottobre, le quali indicavano che le truppe americane "avevano risalito il fiume Kennebec e si pensa siano in Québec".

### L'esplorazione delle terre incognite
Quando le imbarcazioni furono pronte, Arnold inviò alcuni uomini a monte del fiume Kennebec, per 16 km, fino a Fort Western, mentre altri a piedi lungo una pista fino a Fort Halifax, 72 km a nord del fiume. Nell'attesa delle imbarcazioni, Arnold ricevette dei rapporti dagli esploratori inviati da Colburn: essi riferirono voci di una forza mohawk vicino all'insediamento francese più meridionale, sul fiume Chaudière. La fonte di queste voci era Natanis, un indiano Norridgewock che si credeva stesse spiando per ordine del governatore del Québec, il generale Guy Carleton; Arnold tuttavia non diede credito a quest'informazione.
Arnold e il grosso delle sue forze raggiunsero Fort Western il 23 settembre. Il giorno successivo, Arnold inviò due piccole squadre lungo il Kennebec. Ad una, sotto il comando del tenente della Pennsylvania Archibald Steele, fu ordinato di esplorare la strada fino al Lago Mégantic, all'altra, sotto il comando del tenente Church, fu ordinato di sorvegliare la strada fino al Fiume Morto, nel luogo noto agli indiani locali come il Great Carrying Place (Grande Luogo del Trasporto), per permettere ad Arnold di capire quanto avrebbe dovuto avanzare la colonna ogni giorno.

### I primi problemi
La spedizione ripartì da Fort Western il 25 settembre con i fucilieri di Morgan in avanscoperta con il compito di tracciare nuovi sentieri se necessario. Colburn ed un equipaggio delle imbarcazioni erano nelle retrovie per riparare eventuali danni alle barche. Il gruppo di Morgan viaggiò leggero, poiché doveva lavorare per aprirsi una strada mentre l'ultimo gruppo, comandato dal tenente colonnello Enos, aveva il compito di trasportare i rifornimenti. Il secondo giorno di viaggio, la spedizione giunse al suo primo obiettivo, Fort Halifax, una reliquia decadente della guerra franco-indiana. Presso Fort Western vi era una pista percorribile e alcuni uomini con dei rifornimenti poterono avanzare a piedi senza dover usare le imbarcazioni per oltrepassare un'area che si riteneva priva di sentieri. Arnold, invece di viaggiare anch'esso con le imbarcazioni, decise di viaggiare con una canoa in modo da potersi muovere tra le sue truppe più rapidamente.
Il 2 ottobre, Arnold e i suoi raggiunsero ciò che all'epoca si chiamava Norridgewock Falls, dove vi era l'ultimo insediamento umano lungo il Kennebec. Fino a questo punto, non vi erano stati grossi problemi lungo il viaggio. Le imbarcazioni cominciavano ad avere delle falle portando il cibo a guastarsi mentre gli uomini dovevano continuamente cercare un riparo. I viaggiatori erano continuamente bagnati, non solo a causa delle falle ma perché dovevano spesso tirare a monte le pesanti imbarcazioni. Con il calo delle temperature sottozero, il freddo e la dissenteria cominciarono a far sentire i loro effetti, riducendo l'efficienza dei membri della spedizione.
 Il trasporto dei rifornimenti e dei materiali presso Norridgewock, a circa un chilometro e mezzo di distanza dalla località, fu portato a termine con l'aiuto di buoi prestati dai coloni locali ma fu necessaria una settimana e gli uomini non si rimisero in viaggio prima del 9 ottobre. Nel frattempo, Colburn e i suoi cercarono di riparare le imbarcazioni per quanto fosse loro possibile. La maggior parte della spedizione raggiunse il Great Carrying Place l'11 ottobre mentre Arnold giunse il giorno seguente. Questa parte del viaggio fu resa più difficile a causa di pesanti piogge che resero il terreno estremamente fangoso.

### IlGreat Carrying Place

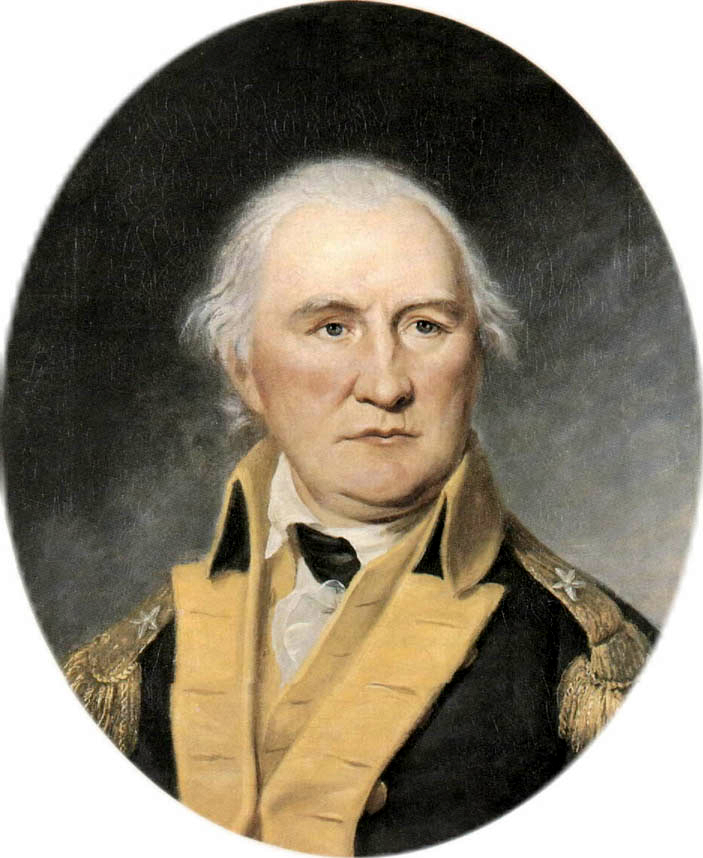
Daniel Morgan, di Charles Willson Peale

Il Great Carrying Place era un'area lunga circa 19 km, percorsa a piedi portando con sé le imbarcazioni per bypassare una parte non navigabile del fiume Morto, l'affluente del Kennebec. L'area includeva un pendio di circa 300 m d'altitudine con tre laghetti lungo la via. Il tenente Church, il leader della squadra di sorveglianza, descrisse il percorso come una "brutta strada ma in grado di essere percorsa bene", un'affermazione che può essere considerata ottimistica.
L'avanguardia di Daniel Morgan incontrò gli esploratori del tenente Steele presso il primo laghetto. Il gruppo di esploratori erano riusciti con successo nel loro compito ma oramai erano vicini alla carestia e la loro dieta era stata per diverso tempo composta da pesce, alce e anatra. La maggior parte degli uomini continuò a rifornire i propri viveri con cibo trovato lungo la strada, per tutto il resto della spedizione.
Church, descrivendo la strada percorsa, dimenticò di riferire le pesanti piogge e la zona paludosa percorsa tra il primo e il secondo laghetto. La pioggia e la neve rallentarono il lungo trasporto e vi fu la prima perdita quando un albero cadde schiacciando un uomo. Alcuni uomini che bevvero l'acqua di quella regione si ammalarono gravemente, obbligando Arnold ad ordinare la costruzione di un rifugio al secondo laghetto, per poi inviare altri uomini a Fort Halifax per chiedere rifornimenti che erano stati depositati lì.
I primi due battaglioni infine giunsero al fiume Morto il 13 ottobre e Arnold, giunto tre giorni dopo, a questo punto scrisse delle lettere a Washington e Montgomery per informarli dei progressi ottenuti. Alcune di queste lettere, dirette a Montgomery, furono intercettate e dirottate in Québec, al tenente governatore Hector Theophilus de Cramahé, informando per la prima volta gli inglesi dell'esistenza di questa spedizione. Arnold inoltre inviò la squadra di sorveglianza in avanscoperta per marcare tutti i percorsi diretto al Lago Mégantic.

### La risalita del fiume Morto

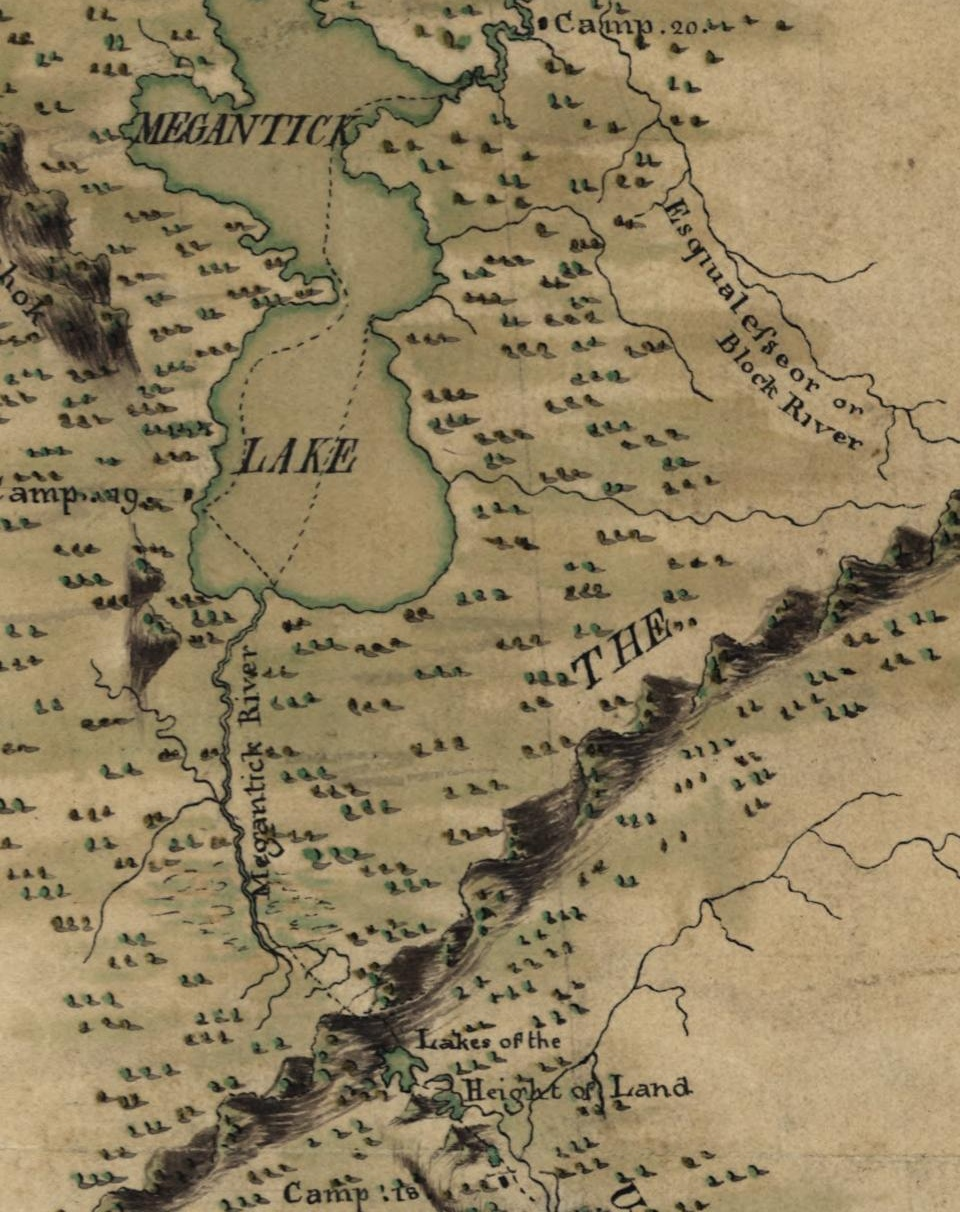
Dettaglio di una mappa di Montresor mostrane la regione del Lago Mégantic: da notare l'assenza del Lago del Ragno (Spider Lake) e delle aree paludose

I progressi lungo il fiume Morto furono estremamente lenti. Contrariamente al suo nome, che si può supporre descriva la velocità della sua corrente, il fiume fluisce rapidamente, tanto che gli uomini ebbero problemi a remare controcorrente. Le perdite nelle imbarcazioni rovinarono altri viveri, costringendo Arnold a razionare il cibo. Poi, il 19 ottobre, il cielo si aprì e il livello del fiume cominciò a salire per la pioggia torrenziale. All'alba del 22 ottobre, gli uomini si svegliarono scoprendo che il livello del fiume aveva raggiunto il loro campo e dovettero cercare riparo su un terreno più elevato, ritrovandosi circondati dall'acqua quando il sole fu alto.

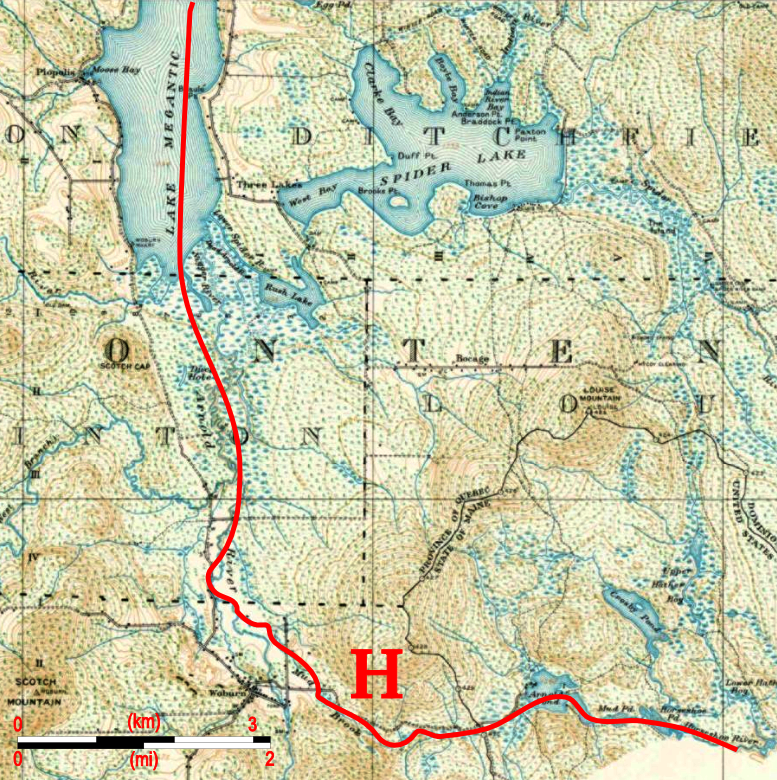
Dettaglio di una mappa topografica del 1924 della stessa area della mappa di Montresor, con l'indicazione della strada percorsa da Arnold. Da notare la presenza del Lago del Ragno (Spider Lake) e delle aree paludose

La spedizione riprese il viaggio il 23 ottobre, perdendo tempo prezioso quando alcuni uomini si persero lasciando il fiume e risalendo uno dei suoi rami, ingannati dall'acqua alta. Ben presto, sette imbarcazioni si rovesciarono, perdendo così altri viveri e facendo riflettere Arnold sull'ipotesi di tornar indietro. Radunò quindi i suoi ufficiali per un consiglio di guerra, dove affermò che, nonostante la situazione fosse critica, riteneva che la spedizione potesse proseguire. Gli ufficiali furono d'accordo e decisero di organizzare un'avanzata che avrebbe dovuto raggiungere il prima possibile gli insediamenti francesi sul Chaudière per riportare indietro dei rifornimenti. I malati ed infermi furono fatti rientrare agli insediamenti americani nel Maine.
Più indietro, il tenente colonnello Greene e i suoi uomini erano allo stremo dei viveri. Avevano poca farina e consumavano la cera delle candele e la pelle delle scarpe per rifornire le loro razioni ormai al minimo. II 24 ottobre, Greene tentò di riunirsi con Arnold ma non ci riuscì poiché quest'ultimo era avanzato troppo. Quando tornò al suo campo base, il tenente colonnello Enos era appena giunto e i due fecero il loro consiglio di guerra. I capitani di Enos erano d'accordo a ritornare indietro, al di là degli ultimi ordini di Arnold che ordinava loro di proseguire. Enos, tuttavia, ottenne il favore per continuare in una votazione che gli diede una maggioranza risicata; ad ogni modo, dopo il consiglio, decise di accettare le richieste dei suoi capitani, consegnando parte dei suoi rifornimenti a Greene per poi tornare indietro con i suoi 450 uomini.

### Il Lago Mégantic

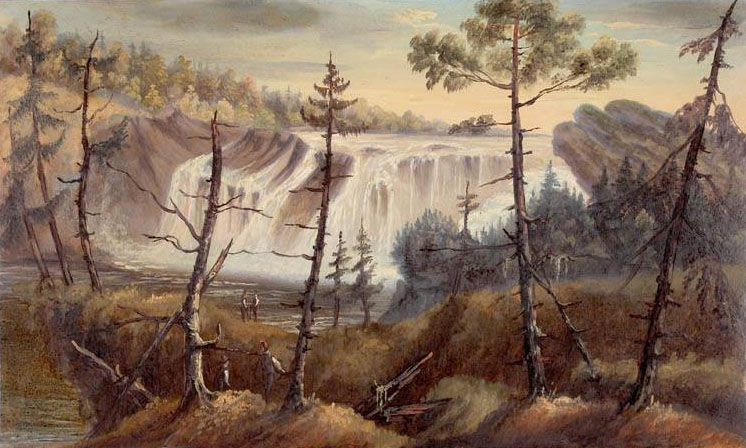
Le cascate di Chaudière, dipinte da Joseph Légaré

L'impatto della inaccuratezza delle mappe finì quando la spedizione raggiunse le alture. Una parte dell'avanguardia si perse nell'area paludosa vicino al Lago del Ragno, non presente nelle mappe usate dalla spedizione. Gli uomini riuscirono comunque a superare le difficoltà e il 25 ottobre oltrepassarono le alture e raggiunsero finalmente il Lago Mégantic due giorni dopo. Il 28 ottobre, l'avanguardia risalì il fiume Chaudière, distruggendo tre imbarcazioni nello schianto con delle rocce presso una cascata. Il giorno seguente, gli uomini della spedizione incontrarono diversi indiani Penobscot che confermarono loro di non essere molto lontani da Sartigan, l'odierna Saint-Georges, in Québec, l'insediamento francese più a sud lungo il Chaudière.
Quando raggiunse il Lago Mégantic, Arnold inviò un uomo ai due battaglioni rimasti indietro con istruzioni su come attraversare le terre paludose attorno al lago. Tuttavia, il modo in cui descrisse la strada includeva informazioni basate sulle mappe inaccurate e perciò alcuni uomini impiegarono due giorni ad attraversare le paludi prima che la maggior parte delle forze giungesse alle cascate del Chaudière, il 31 ottobre. Lungo la via, il cane del capitano Henry Dearborn venne mangiato e l'ufficiale riportò il fatto nel suo diario scrivendo: "[Mangiarono] ogni sua parte, senza esclusione per le interiora; e dopo aver terminato il loro pasto, raccolsero le sue ossa e le portarono via per essere pestate e per farne un brodo per un altro pasto."

### L'arrivo in Québec
Il primo contatto di Arnold con la popolazione locale risale al 30 ottobre. Simpatizzanti per la sua causa, i coloni fornirono loro delle provvigioni e si occuparono dei malati; alcuni simpatizzanti furono pagati per il loro servizio altri invece rifiutarono il pagamento. Arnold distribuì copie della lettera scritta da Washington per gli abitanti locali nella quale chiedeva loro di assistere gli uomini della spedizione e, sempre Arnold, promise ai coloni che avrebbero rispettato le persone, le proprietà e la religione dei locali. Jacques Parent, un canadese da Pointe-Levi, oggi Lévis, fece sapere ad Arnold che il tenente governatore Cramahé aveva ordinato la distruzione di tutte le imbarcazioni sulla sponda meridionale del San Lorenzo, dopo aver ricevuto notizia dalle loro comunicazioni che erano state in precedenza intercettate.
Il 9 novembre, la spedizione raggiunse finalmente il fiume San Lorenzo, a Pointe-Levi, attraversandolo dal Québec. A questo punto, Arnold aveva solo 600 dei suoi 1 100 uomini con cui era partito e aveva percorso un viaggio di 560 km, il doppio di quanto lui e Washington avevano previsto. Da John Halstead, un uomo d'affari nativo del New Jersey che possedeva un mulino a Pointe-Levi, Arnold venne a sapere dell'arresto del suo corriere e dell'intercettamento delle sue lettere. Il mulino divenne poi la sede organizzativa dell'attraversamento del fiume. Gli uomini di Arnold si fecero prestare delle canoe dagli abitanti e dagli indiani locali, trasportandole dal Chaudière fino al mulino. La notte tra il 13 e il 14 novembre, gli uomini attraversarono il San Lorenzo, dopo tre giorni di condizioni climatiche avverse e sbarcando lungo un chilometro e mezzo di terra selvaggia tra l'HMS Hunter e l'HMS Lizard, due navi della Royal Navy a guardia del fiume proprio contro un possibile attraversamento dei ribelli.
Québec era difesa da circa 150 uomini dell'84º Reggimento Fanti Royal Highland Emigrants, al comando del tenente colonnello Allen Maclean, supportati da 500 miliziani poco organizzati e 400 Marines delle navi da guerra Hunter e Lizard. Quando il 14 novembre la spedizione raggiunse la Piana di Abramo, una radura vicina alla città, Arnold inviò un negoziatore con una bandiera bianca per chiedere la resa, ma inutilmente. Gli americani, privi di cannoni ed ogni sorta di artiglieria da campo, a malapena pronti per combattere, si ritrovarono a dover fronteggiare una città fortificata. Dopo aver ricevuto notizie di una possibile sortita inglese fuori città, Arnold decise, il 19 novembre, di ritirare i suoi uomini fino a Pointe-aux-Trembles, l'odierna Neuville, per attendere Montgomery che aveva da poco catturato Montréal.

## Conseguenze
Quando Montgomery arrivò a Pointe-aux-Trembles il 3 dicembre, le forze combinate avanzarono verso la città e diedero inizio ad un assedio, assaltando infine il capoluogo nella battaglia di Québec, il 31 dicembre. La battaglia fu un disastro per gli americani: Montgomery rimase ucciso, Arnold fu ferito e Daniel Morgan venne catturato con 350 uomini. Arnold venne a sapere dopo la battaglia che era stato promosso a generale per il suo ruolo nella spedizione.
L'invasione terminò con una ritirata al forte Ticonderoga, da dove era partito Montgomery tra la primavera e l'estate del 1776. Arnold, che comandava la retroguardia dell'esercito nelle ultime fasi della ritirata, fu in grado di ritardare l'avanzata britannica sufficientemente ad impedirgli di raggiungere il fiume Hudson.
Il tenente colonnello Roger Enos e il suo distaccamento fece ritorno a Cambridge a fine novembre. Enos fu subito condotto di fronte alla corte marziale accusato di "abbandono del suo comandante senza permesso". Venne tuttavia assolto anche se da allora non fu visto di buon occhio e poco dopo rassegnò le dimissioni dall'Esercito Continentale. Reuben Colburn non fu mai pagato per il suo lavoro, nonostante le promesse fatte da Arnold e Washington; il lavoro svolto per la spedizione lo rovinò finanziariamente. Henry Dearborn, dopo la guerra, visse lungo il fiume Kennebec e rappresentò la regione al Congresso degli Stati Uniti, prima che Thomas Jefferson lo nominasse Segretario alla Guerra.